# Glauco di Locri
Glauco di Locri (Locri, V a.C.) è uno scrittore greco antico.

## Biografia
Nato a Locri Epizefiri, Glauco dovrebbe esser vissuto nella seconda metà del V secolo a.C.; di Glauco sappiamo che fu autore di un Manuale di cucina, citato più volte da Ateneo, nel quale offriva, tra l'altro, la ricetta di una salsa di sua invenzione, il cosiddetto hypòsphagma, composta di sangue bollito, silfio, miele, latte, formaggio ed erbe aromatiche e che veniva servita come condimento per la carne.